# 拉爾夫·本奇公園
拉爾夫·本奇公園（英語：Ralph Bunche Park）是位於紐約曼哈頓東部的一座公共公園，座落於第一大道42街與43街之間。公園在1979年以首位獲得諾貝爾和平獎的非裔美國人拉爾夫·本奇命名。
拉爾夫·本奇公園與聯合國總部大樓只相隔被稱爲「聯合國廣場」的一段第一大道。公園西北角的花崗岩階梯於1948年與聯合國總部大樓同期修建，主要通往43街與都鐸城市公寓。該段階梯上的牆上刻有《以賽亞書》第2章第4節的一段名言：「他們要將刀打成犁頭，把槍打成鐮刀。這國不舉刀攻擊那國；他們也不再學習戰事」，遂稱該面牆壁為「以賽亞牆」，並在1975年翻新時再句末之下加上「以賽亞」之名。1981年，花崗岩階梯被命名為「夏蘭斯基階梯」，以紀念蘇聯異見人士、人權活動家納坦·夏蘭斯基。
以賽亞牆前聳立著50英尺（15）高的「和平促成團結」鋼製方尖碑。該紀念碑立於1980年，由拉爾夫·本奇的生前好友丹尼爾·拉魯·約翰遜（Daniel LaRue Johnson）製作，以紀念於1950年獲得諾貝爾和平獎的拉爾夫·本奇。公園南端則設有一塊建於1990年的銘碑，旨在紀念美國民權運動領袖貝亞德·魯斯汀。
由於其位置接近聯合國總部，同時又有以和平為主題的以賽亞牆及「和平促成團結」紀念碑，再加上拉爾夫·本奇推動和平的一生，使公園經常成為與和平或國際議題相關的集會及遊行的舉行地點；惟公園面積少於1,000平方（0.10公頃），故因此不能容納大型聚會。1985年，拉爾夫·本奇公園被定為紐約市的首個和平公園。

## 外部連結
- 维基共享资源上的相關多媒體資源：拉爾夫·本奇公園